# Großer Wolfstein

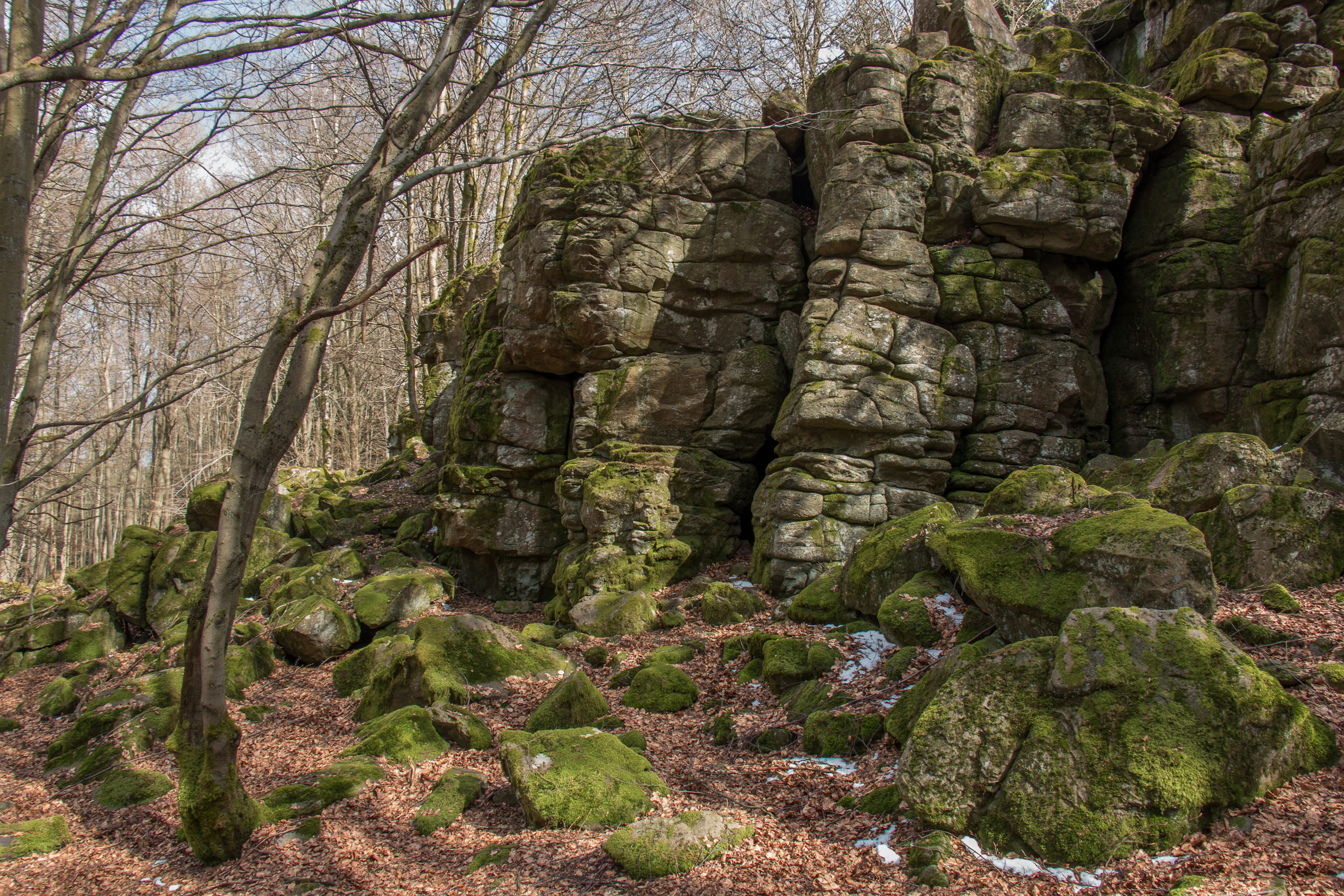
Großer Wolfstein

Großer Wolfstein ist ein Naturdenkmal bei Bad Marienberg (Westerwald) auf dem Gebiet der Gemarkung Kirburg. Er befindet sich im Bereich des Landschaftsschutzgebietes Marienberger Höhe in der Nähe des Wildparks in 555 m über NN.

## Beschreibung
Der Große Wolfstein liegt im Stadtwald nordöstlich des Zentrums von Bad Marienberg in Richtung der Marienberger Höhe (568 m). Zusammen mit seinem Nachbarn, dem Kleinen Wolfstein, gilt er als sagenumwobener Grenzpunkt im Westerwald, seit dem Jahre 1048 auch Drutgerestein genannt. Der große Wolfstein ist ein Überbleibsel eines Lavastroms und ist vor etwa 25 Millionen Jahren entstanden.  Er bildet zusammen mit dem unweit gelegenen Kleinen Wolfstein den sogenannten Wolfsteinrücken. Zwischen Bad Marienberg, Bölsberg und Unnau befinden sich Basaltblockfelder, die während der Eiszeiten von den Basaltdecken der Berge abgeglitten sind und hier unmittelbar am Plateaurand das devonische Schiefergebirge überlappen. 1984 hat der Westerwaldkreis den Großen Wolfstein als Naturdenkmal ausgewiesen (ND-7143-380).